# Bereich Bernkastel

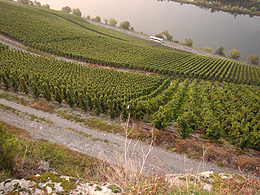
Brauneberger Juffer-Weinberg im Bereich Bernkastel

Der Bereich Bernkastel ist ein Weinanbaubereich im Weinbaugebiet Mosel in Rheinland-Pfalz.
Es werden Rebstöcke auf 5624 Hektar überwiegend im Steilhang bewirtschaftet. Das entspricht rund 65 Prozent des gesamten Weinanbaus an Mosel, Saar und Ruwer. Damit verkörpert der Bereich das Herz des Weinbaugebiets Mosel. Die am meisten verbreitete Rebsorte ist Riesling; außerdem werden in geringen Mengen unter anderem Burgunder, Rivaner, Kerner und Dornfelder produziert.
Im Bereich Bernkastel liegt auch der Bernkasteler Doctor, der als teuerste und eine der wichtigsten Lagen Deutschlands gilt.

## Großlagen
- Badstube
- Kurfürstlay
- Michelsberg
- Münzlay
- Nacktarsch
- Probstberg
- Römerlay
- Sankt Michael
- Schwarzlay
- Vom heißen Stein

Die frühere Großlage Beerenlay bei Lieser wurde aufgelöst und die Großlage Römerlay um Trier kam hinzu.